# ブラジル統合主義運動
ブラジル統合主義運動 (ポルトガル語: Ação Integralista Brasileira, AIB) は1930年代に存在したブラジルの統合主義・全体主義 を標榜した政党及び支持者による大衆運動である。
党首プリニオ・サルガードによって提唱されたブラジル統合主義 に基づき、ブラジルのナショナリズム体制の形成、全ブラジル国民の統合を目標としカトリック教会の教義のもと物質主義を右派として
マルクス主義を批判していた。その中でもとりわけブラジル共産党とは支持基盤である労働者階級の支持者争奪やイデオロギーで激しく対立していた。

## 概要

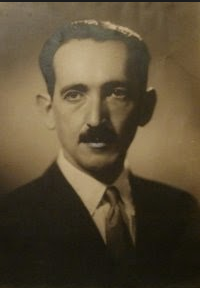
創設者のプリニオ・サルガード

ブラジル統合主義運動は、1930年にイタリアに渡り当時の指導者ベニート・ムッソリーニに影響を受けた作家のプリニオ・サルガードがサンパウロで結成した。
彼はイタリア・ファシズムの影響を受けた多くの施策を取り入れたが、人種差別を支持しなかったため他のファシズム系政党と異なり、白人系住民とアフリカ系ブラジル人が共に党運営に参画した。
また、党はカトリック教会の影響を大きく受けていたものの、プロテスタント系の党員も多く在籍していたとされる。
1934年に第一次ジェトゥリオ・ドルネレス・ヴァルガス政権が誕生すると左翼勢力が糾合した国家解放同盟と政界で肩を並べることになったが、翌年に同盟が解散させられると勢力を拡大した。1937年ヴァルガスが大統領選挙前に軍事行動を行い議会を解散させたエスタード・ノヴォの成立に貢献したが、独裁体制の確立を目指したヴァルガスによって他の党と共に解散を強制され統一した活動は終了した。

## 他のファシズム勢力との違い

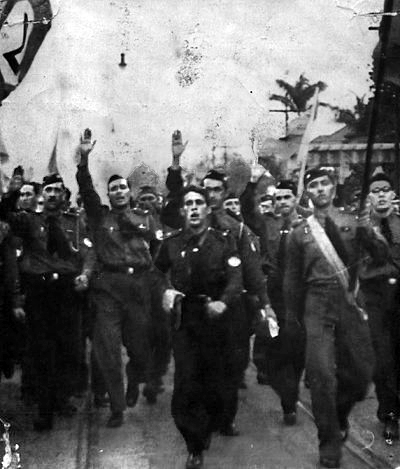
「アナウエ」の掛け声と共にローマ式敬礼をする党員たち（1935年）語源はトゥピ語で「あなたは私の兄弟」とされる

政治思想は前述したサルガードの思想のもと国民統合が目指され、人種差別には反対であり、イタリア・ファシズムやナチズム、フランコ主義といった全体主義とは異なった。
しかし緑を基調とした共通の制服、高度に統制された街頭行進、印象的なレトリックの多用、ローマ式敬礼による挨拶、マルクス主義や自由主義への攻撃意識など共通しているところもあった。
しかし党内には反ユダヤ主義に傾倒する派閥が存在し、党の幹部の一人で後に運動を主導したグスタヴォ・バローゾは反ユダヤ主義の思想をまとめた『シオン賢者の議定書』をポルトガル語に訳して出版したが、ブラジル自体にユダヤ系住民が少なかった事もあり大きな支持を得ることはなかった。
国民統合を標榜するサルガードは猛反発し二人との間に確執が生じ、後の党分裂や支持者離れの遠因になったとされる。